# エル・クアルテート・デ・ノス
エル・クアルテト・デ・ノス（西: El Cuarteto de Nos）は、1980年に開いたウルグアイのロックやポップバンド。2012年にラテン・グラミー賞ではアルバム「Porfiado」で「Best Pop/Rock Album 」、楽曲「Cuando Sea Grande」「Best Rock Song」計2つの賞を勝ち取った。

## メンバー
メンバー
- ロベルト・ムッソ (Roberto Musso) — 声、リズムギター (1980年 - 現在)
- サンティアゴ・タベーラ (Santiago Tavella) — エレクトリックベース (1980年 - 現在)
- アルバロ・ピントス (Alvaro Pintos) — ドラム (1984年 - 現在)
- グスタボ・「トポ」・アントゥニア (Gustavo Antuña) — リードギター (2009年 - 現在)
- サンティイアゴ・マレーロ (Santiago Marrero) — キーボード (2009年 - 現在)

旧メンバー
- リカルド・ムッソ (Ricardo Musso) — リードギター (1980年 - 2009年)
- アンドレス・ベドー (Andrés Bedo) — キーボード (1988年 - 2006年)
- レオナルド・バロンシニ (Leonardo Baroncini) — ドラム (1980年 - 1984年)

## ディスコグラフィー
- El Cuarteto de Nos / Alberto Wolf (Alberto Wolfと一緒に　－ Ayuí / Tacuabé a/e44k., 1984)
- Soy una arveja (Orfeo SULP 90856, 1986)
- Emilio García (Orfeo, 1988)
- Canciones del corazón (Orfeo 91106-4, 1991)
- Otra navidad en las trincheras (Ayuí / Tacuabé ae126cd, 1994)
- Barranca abajo (Ayuí / Tacuabé ae141cd, 1995)
- El tren bala (Manzana verde, 1996)
- Revista ¡¡Ésta!! (BMG, 1998)
- Cortamambo (Koala records, 2000)
- El Cuarteto de Nos (Bizarro Records 3126-2, 2004)
- Raro (Bizarro Records 3476-2, 2006)
- Bipolar (ワーナー・ミュージック, 2009)
- Porfiado (ワーナー・ミュージック, 2012)
- Habla tu espejo (ワーナー・ミュージック, 2014)
- Apocalipsis Zombie (ソニー・ミュージックエンタテインメント (米国), 2017)
- Jueves (ソニー・ミュージックエンタテインメント (米国), 2019)
- Lamina Once (Porfiado Records, 2022)